# Jessica Eddie
Jessica Eddie (ur. 7 października 1984 r. w Durham) – brytyjska wioślarka.

## Osiągnięcia
- Mistrzostwa Świata Juniorów – Duisburg 2001 – czwórka podwójna – 6. miejsce[2].
- Mistrzostwa Świata Juniorów – Troki 2002 – czwórka podwójna – 8. miejsce[2].
- Mistrzostwa Świata U-23 – Amsterdam 2005 – dwójka bez sternika – 3. miejsce[2].
- Mistrzostwa Świata – Gifu 2005 – ósemka – 5. miejsce[2].
- Mistrzostwa Świata – Eton 2006 – dwójka bez sternika – 11. miejsce[2].
- Mistrzostwa Świata – Monachium 2007 – ósemka – 3. miejsce[2].
- Igrzyska Olimpijskie – Pekin 2008 – ósemka – 5. miejsce[2].
- Mistrzostwa Świata – Poznań 2009 – ósemka – 5. miejsce[2].
- Mistrzostwa Świata – Bled 2011 – ósemka – 3. miejsce[2]